# Torre Cervia
Torre Cervia è una torre costiera del Lazio, situata sul promontorio del Circeo in provincia di Latina, nel comune di San Felice Circeo.
La torre fu fatta edificare nel 1563 da papa Pio IV per contrastare le frequenti incursioni dei saraceni, ma materialmente la costruzione avvenne ad opera dei signori di Sermoneta e San Felice Circeo.
Conosciuta anche come "La Torraccia" per lo stato di rovina in cui giaceva, Torre Cervia veniva così descritta dal capitano Giulio Cesare Grillo, Provveditore Generale della Marina Pontificia:
In detta torre si deve stare con ogni vigilanza per essere luogo molto pericoloso de corsari rispetto che sta addirittura delle isole de Ponza e Palmarola et in questo luogo il mare è profondo et ui possono stare vascelli assai et spesso si vengono a recoverare per il mal tempo, che se non fussero assicurati dalla custodia di questa torre molte volte sarebbero fatti schiavi.»
La torre fu distrutta nel 1809 e poi ricostruita nel 1947 per volere del Conte E. P. Galeazzi.